# Meliprivesa disturbata
Meliprivesa disturbata är en insektsart som först beskrevs av Melichar 1898.  Meliprivesa disturbata ingår i släktet Meliprivesa och familjen Ricaniidae. Inga underarter finns listade i Catalogue of Life.